# JRC (出版取次)
株式会社JRC（ジェイアールシー）は、人文・社会科学書専門の出版取次会社。四十社余りを一手扱いで取引する出版社は大半が小規模のため営業も代行する。また倉庫を兼ねた店売所において一般販売も行う。

## 概要
元代表取締役の後藤克寛以下全社員は、人文書に強かった取次会社鈴木書店出身であり、この鈴木書店が2001年12月に廃業した。2003年、その後継となるべく設立されたのが人文・社会科学書流通センター（通称：JRC）である。2007年1月、通称に合わせ社名をJRCもしくはジェイ・アール・シーに改称した。

## 一手扱い
普通出版社は、複数の取次と取引し、全国に本を流通させるが、JRC では、四十社余りの小さな出版社と営業まで引受けて独占的に契約している。そのため、これらの本は、JRC 経由でほかの取次、もしくは書店に納入されることになる。以下に、その一手扱いの出版社の一覧を示す。
- アーク・ブックス
- アソシエ21
- インシデンツ
- エクリ
- エンタイトル出版
- オフィスHANS
- 起心書房
- クレイン
- コタン・パブリッシング
- コールサック社
- 市井文学
- 書肆心水
- 書肆林檎屋
- 書泉
- 創人舎
- 双風舎
- ジェンテ
- 千書房の発行する『社会理論研究』
- 大河書房
- タイムリーダージャパン
- タバブックス
- 知の探究社
- デコ
- 東京外国語大学出版会
- トラッシュ・アップ
- 夏葉社
- 野良舎
- ハッピー・エルダー
- ビオシティ
- ピナケス出版
- ブックコム
- プレスティージ
- プロダクション・エイシア
- 文化科学高等研究院出版局 (EHESC)
- マニュアルハウス
- 港の人
- みらい書房
- 山吹書店
- 有志舎
- 遊行社
- 労働開発研究会
- リアン合同会社
- 早稲田総研インターナショナル
- boid
- ITSS出版部
- NPO前夜
- INTERARTE編集部